# Audio Highs
Audio Highs（オーディオ・ハイズ）は、日本の作曲家、編曲家。ミラクル・バス所属。 性別・生年月日・出身地は非公開。 

## 主な作品

### テレビドラマ
- 共犯者（2003年・日本テレビ）
- Stand Up!!（2003年・TBS）
- アフリカのツメ（2004年・日本テレビ）
- BE-BOP-HIGHSCHOOL（2004年・TBS）
- 日本のこわい夜（2004年・TBS）
- Xmasなんて大嫌い（2004年・TBS）
- チェケラッチョ!! in TOKYO（2006年・フジテレビ）
- 僕たちの戦争（2006年・TBS）
- だめんず・うぉ〜か〜（2007年・テレビ朝日）
- 絶対彼氏 〜完全無欠の恋人ロボット〜（2008年・フジテレビ）
- スクラップ・ティーチャー〜教師再生〜（2008年・日本テレビ）
- ヴォイス〜命なき者の声〜（2009年・フジテレビ）
- オトメン（乙男）〜夏〜（2009年・フジテレビ）
- オトメン（乙男）〜秋〜（2009年・フジテレビ）
- 宿命 1969-2010 - ワンス・アポン・ア・タイム・イン・東京（2010年・テレビ朝日）
- 警視庁失踪人捜査課（2010年・テレビ朝日）
- ハンマーセッション!（2010年・TBS）
- ドS刑事（2015年・日本テレビ）
- 警視庁いきもの係（2017年・フジテレビ）

### テレビアニメ
- 銀魂（2006年-2010年）
- バスカッシュ!（2009年）
- バクマン。（2010年 - 2012年）
- 銀魂'（第2期、第2期延長戦、2011年 - 2013年）
- 男子高校生の日常（2012年）
- 銀魂° （第3期、2015年 - 2016年）
- 銀魂. （第4期、2017年 - 2018年）
- ちおちゃんの通学路（2018年）
- 3年Z組銀八先生（2025年）[1]

### 映画
- チェケラッチョ!!（2006年）
- ぼくたちと駐在さんの700日戦争（2008年）
- 20世紀少年（2008年）
- 20世紀少年 第2章 最後の希望（2009年）
- 20世紀少年 最終章 ぼくらの旗（2009年）
- 劇場版 銀魂 新訳紅桜篇（2010年）
- NECK（2010年）
- エイトレンジャー（2012年）
- 劇場版 銀魂 完結篇 万事屋よ永遠なれ（2013年）
- エイトレンジャー2（2014年）
- 銀魂 THE FINAL（2021年）

### ゲーム
- beatmaniaIIDX 10th style（2004年） - 楽曲「Feedback」を提供